# Rhene candida
Rhene candida är en spindelart som beskrevs av Fox 1937. Rhene candida ingår i släktet Rhene och familjen hoppspindlar. Inga underarter finns listade i Catalogue of Life.